# Surgical Endoscopy and Other Interventional Techniques
Surgical Endoscopy and Other Interventional Techniques, abgekürzt Surg. Endosc., ist eine wissenschaftliche Fachzeitschrift, die vom Springer-Verlag im Auftrag der Society of American Gastrointestinal and Endoscopic Surgeons und der European Association for Endoscopic Surgery veröffentlicht wird. Die Zeitschrift wurde 1987 unter dem Namen Surgical Endoscopy: Ultrasound and Interventional Techniques gegründet, 2001 wurde der Name in den aktuell gültigen Namen geändert; sie erscheint mit zwölf Ausgaben im Jahr. Es werden Arbeiten veröffentlicht, die sich mit chirurgischen Fragestellungen der intervenierenden Endoskopie in den Gebieten Gastroenterologie, Gynäkologie und Urologie beschäftigen.
Der Impact Factor lag im Jahr 2013 bei 3,256. Nach der Statistik des ISI Web of Knowledge wird das Journal mit diesem Impact Factor in der Kategorie Chirurgie an 28. Stelle von 198 Zeitschriften geführt.